# Alfred Koella
Alfred Koella (* 20. August 1913 in Zürich; † 10. Juni 2007 in Zollikon) war ein Schweizer Grafiker, Zeichner, Illustrator, Lithograf, Plakatkünstler und Kunstlehrer.

## Leben und Werk
Der Modellstecher Johann Kölla (1740–1778), ein Schüler von Johann Caspar Füssli, war ein Vorfahre von Alfred Koella. Dieser absolvierte beim Grafiker Carl Annen (1882–1948) eine Grafikerlehre. Annen betrieb im Seefeld ein «Graphisches Atelier für Reklame». Anschliessend bildete sich Koella 1933/1934 im «atelier 26 photographie arts et industrie» in Paris weiter. 
Wieder in Schweiz besuchte Alfred Koella die Grafikfachklasse an der Allgemeinen Gewerbeschule Basel und war in Zürich ein Schüler von Walter Roshardt. Anschliessend eröffnete er sein eigenes Atelier für Reklamegrafik in Zürich. 1944 nahm er an einem Oscar Weber Plakat-Wettbewerb teil. Sein Entwurf gewann den zweiten Preis. In der Folge erhielt er zahlreiche weitere Aufträge, so u. a. für die Seifen- und Waschmittelfabrik Steinfels, Swissair, Mövenpick und von der Tonhalle Zürich. Ab 1950 arbeitete Koella auch für die Bierindustrie. 1962 stellte er Katharina Anderegg (1922–2012) und den Künstler Ernst Steiner (* 1935) ein. Zusätzlich unterrichtete Alfred Koella an der Modeklasse der Kunstgewerbeschule Zürich.  
1972 illustrierte er das Schulbuch Rechnen 3. Klasse und 1974 das Heft Neue Blockflötenschule. 1982 gestaltete er die 40-Rappen-Briefmarke zum Thema 100 Jahre Heilsarmee. Im Alter schuf Alfred Koella, u. a. im Auftrag von Zünften, zahlreiche Lithografien, die häufig Stadtansichten und Strassenszenen zeigen. Als Gründungsmitglied der Zunft Witikon schuf er so zahlreiche Szenen aus der Geschichte und dem Gesellschaftsleben der Zünfte. 
Ein Sohn von Alfred Koella ist der Kunsthistoriker, Ausstellungskurator, Kunstberater und Publizist Rudolf Koella.